# Premiul BAFTA pentru cea mai bună actriță într-un rol secundar
Premiul BAFTA pentru cea mai bună actriță într-un rol secundar este un premiu cinematografic oferit anual de către British Academy of Film and Television Arts (BAFTA) pentru cea mai bună actriță dintr-un rol secundar de film.
Decernarea premiilor a început în anul 1968 și au existat câte patru nominalizați până în 1999 când s-a extins la 5 nominalizați anual. În anii 1980 și 1981 premiul nu s-a decernat. 
† - indică că actrița a mai câștigat și Premiul Oscar

‡ - indică că actrița a mai fost nominalizată și la Premiul Oscar

## Lista câștigătorilor

### Anii 1960
| An               | Actriță                         | Film                         | Rol |
| ---------------- | ------------------------------- | ---------------------------- | --- |
| 1968 Ediția 22   |                                 |                              |     |
| Billie Whitelaw  | Charlie Bubbles & Twisted Nerve | Lottie Bubbles / Joan Harper |     |
| Pat Heywood      | Romeo and Julieta               | The Nurse                    |     |
| Virginia Maskell | Interlude                       | Antonia                      |     |
| Simone Signoret  | Games                           | Lisa Schindler               |     |
| 1969 Ediția 23   |                                 |                              |     |
| Celia Johnson    | The Prime of Miss Jean Brodie   | Miss Mackay                  |     |
| Peggy Ashcroft   | Three Into Two Won't Go         | Belle                        |     |
| Pamela Franklin  | The Prime of Miss Jean Brodie   | Sandy                        |     |
| Mary Wimbush     | Oh! What a Lovely War           | Mary Smith                   |     |

### Anii 1970
| An                | Actriță                          | Film                       | Rol |
| ----------------- | -------------------------------- | -------------------------- | --- |
| 1970 Ediția 24    |                                  |                            |     |
| Susannah York     | Și caii se împușcă, nu-i așa?    | Alice LeBlanc ‡            |     |
| Evin Crowley      | Fiica lui Ryan                   | Maureen                    |     |
| Estelle Parsons   | Watermelon Man                   | Althea Gerber              |     |
| Maureen Stapleton | Aeroportul                       | Inez Guerrero ‡            |     |
| 1971 Ediția 25    |                                  |                            |     |
| Margaret Leighton | Mesagerul                        | Mrs. Maudsley ‡            |     |
| Jane Asher        | Deep End                         | Susan                      |     |
| Georgia Brown     | The Raging Moon                  | Sarah Charles              |     |
| Georgia Engel     | Taking Off                       | Margot                     |     |
| 1972 Ediția 26    |                                  |                            |     |
| Cloris Leachman   | Ultimul spectacol cinematografic | Ruth Popper †              |     |
| Marisa Berenson   | Cabaret                          | Natalia Landauer           |     |
| Eileen Brennan    | Ultimul spectacol cinematografic | Genevieve Morgan           |     |
| Shelley Winters   | Aventura lui Poseidon            | Belle Rosen ‡              |     |
| 1973 Ediția 27    |                                  |                            |     |
| Valentina Cortese | Noaptea americană                | Severine ‡                 |     |
| Rosemary Leach    | That'll Be the Day               | Mary Maclaine              |     |
| Delphine Seyrig   | Ziua șacalului                   | Colette de Montpellier     |     |
| Ingrid Thulin     | Cries and Whispers               | Karin                      |     |
| 1974 Ediția 28    |                                  |                            |     |
| Ingrid Bergman    | Crima din Orient Express         | Greta Ohlsson †            |     |
| Sylvia Sidney     | Summer Wishes, Winter Dreams     | Mrs. Pritchett ‡           |     |
| Sylvia Sims       | Sămânța de tamarin               | Margaret Stephenson        |     |
| Cindy Williams    | American Graffiti                | Laurie Henderson           |     |
| 1975 Ediția 29    |                                  |                            |     |
| Diane Ladd        | Alice nu mai locuiește aici      | Flo Castleberry ‡          |     |
| Ronee Blakley     | Nashville                        | Barbara Jean ‡             |     |
| Lelia Goldoni     | Alice nu mai locuiește aici      | Bea                        |     |
| Gwen Welles       | Nashville                        | Sueleen Gay                |     |
| 1976 Ediția 30    |                                  |                            |     |
| Jodie Foster      | Șoferul de taxi & Bugsy Malone   | Iris Steensma / Tallulah ‡ |     |
| Annette Crosbie   | The Slipper and the Rose         | The Fairy Godmother        |     |
| Vivien Merchant   | The Homecoming                   | Ruth                       |     |
| Billie Whitelaw   | Prevestirea                      | Mrs. Baylock               |     |
| 1977 Ediția 31    |                                  |                            |     |
| Jenny Agutter     | Equus                            | Julie Mason                |     |
| Geraldine Chaplin | Welcome to L.A.                  | Karen Hood                 |     |
| Joan Plowright    | Equus                            | Dora Strang                |     |
| Shelley Winters   | Next Stop, Greenwich Village     | Fay Lapinsky               |     |
| 1978 Ediția 32    |                                  |                            |     |
| Geraldine Page    | Interiors                        | Eve ‡                      |     |
| Angela Lansbury   | Moarte pe Nil                    | Salome Otterbourne         |     |
| Maggie Smith      | Moarte pe Nil                    | Miss Bowers                |     |
| Mona Washbourne   | Stevie                           | Aunt                       |     |
| 1979 Ediția 33    |                                  |                            |     |
| Rachel Roberts    | Yanks                            | Clarrie Moreton            |     |
| Lisa Eichhorn     | The Europeans                    | Gertrude Wentworth         |     |
| Mariel Hemingway  | Manhattan                        | Tracy ‡                    |     |
| Meryl Streep      | Manhattan                        | Jill Davis                 |     |

### Anii 1980
| An                            | Actriță                       | Film                  | Rol |
| ----------------------------- | ----------------------------- | --------------------- | --- |
| 1980 Ediția 34                |                               |                       |     |
| Nu s-a acordat                | -                             | -                     |     |
| 1981 Ediția 35                |                               |                       |     |
| Nu s-a acordat                | -                             | -                     |     |
| 1982 Ediția 36                |                               |                       |     |
| Maureen Stapleton             | Roșii                         | Emma Goldman †        |     |
| Rohini Hattangadi (egalitate) | Gandhi                        | Kasturba Gandhi       |     |
| Candice Bergen                | Gandhi                        | Margaret Bourke-White |     |
| Jane Fonda                    | Pe lacul auriu                | Chelsea Thayer ‡      |     |
| 1983 Ediția 37                |                               |                       |     |
| Jamie Lee Curtis              | Schimb de locuri              | Ophelia               |     |
| Teri Garr                     | Tootsie                       | Sandy Lester ‡        |     |
| Rosemary Harris               | The Ploughman's Lunch         | Ann Barrington        |     |
| Maureen Lipman                | Educating Rita                | Trish                 |     |
| 1984 Ediția 38                |                               |                       |     |
| Liz Smith                     | A Private Function            | Mrs. Chilvers         |     |
| Eileen Atkins                 | The Dresser                   | Madge                 |     |
| Cher                          | Silkwood                      | Dolly Pelliker ‡      |     |
| Tuesday Weld                  | A fost odată în America       | Carol                 |     |
| 1985 Ediția 39                |                               |                       |     |
| Rosanna Arquette              | Căutând-o pe Susan            | Roberta Glass         |     |
| Judi Dench                    | Wetherby                      | Marcia Pilborough     |     |
| Anjelica Huston               | Onoarea familiei Prizzi       | Maerose Prizzi †      |     |
| Tracey Ullman                 | Plenty                        | Alice Park            |     |
| 1986 Ediția 40                |                               |                       |     |
| Judi Dench                    | Cameră cu vedere              | Eleanor Lavish        |     |
| Rosanna Arquette              | O noapte ciudată              | Marcy Franklin        |     |
| Barbara Hershey               | Hannah și surorile ei         | Lee                   |     |
| Rosemary Leach                | Cameră cu vedere              | Mrs. Honeychurch      |     |
| 1987 Ediția 41                |                               |                       |     |
| Susan Wooldridge              | Hope and Glory                | Molly                 |     |
| Judi Dench                    | Strada Charring Cross, nr. 84 | Nora Doel             |     |
| Vanessa Redgrave              | Prick Up Your Ears            | Peggy Ramsay          |     |
| Dianne Wiest                  | Zilele radioului              | Bea                   |     |
| 1988 Ediția 42                |                               |                       |     |
| Judi Dench                    | A Handful of Dust             | Mrs. Beaver           |     |
| Maria Aitken                  | Un peștișor pe nume Wanda     | Wendy Leach           |     |
| Anne Archer                   | Atracție fatală               | Beth Gallagher ‡      |     |
| Olympia Dukakis               | Visătorii                     | Rose Castorini †      |     |
| 1989 Ediția 43                |                               |                       |     |
| Michelle Pfeiffer             | Legături periculoase          | Madame de Tourvel ‡   |     |
| Peggy Ashcroft                | Madame Sousatzka              | Lady Emily            |     |
| Laura San Giacomo             | Sex, Lies, and Videotape      | Cynthia Bishop        |     |
| Sigourney Weaver              | Working Girl                  | Katharine Parker ‡    |     |

### Anii 1990
| An                     | Actriță                       | Film                    | Rol |
| ---------------------- | ----------------------------- | ----------------------- | --- |
| 1990 Ediția 44         |                               |                         |     |
| Whoopi Goldberg        | Fantoma mea iubită            | Oda Mae Brown †         |     |
| Anjelica Huston        | Delicte și fărădelegi         | Dolores Paley           |     |
| Shirley MacLaine       | Magnolii de oțel              | Ouiser Boudreaux        |     |
| Billie Whitelaw        | The Krays                     | Violet Kray             |     |
| 1991 Ediția 45         |                               |                         |     |
| Kate Nelligan          | Frankie și Johnny             | Cora                    |     |
| Annette Bening         | The Grifters                  | Myra Langtry ‡          |     |
| Amanda Plummer         | Regele pescar                 | Lydia                   |     |
| Julie Walters          | Stepping Out                  | Vera                    |     |
| 1992 Ediția 46         |                               |                         |     |
| Miranda Richardson     | Damage                        | Ingrid Fleming ‡        |     |
| Kathy Bates            | Fried Green Tomatoes          | Evelyn Couch            |     |
| Helena Bonham Carter   | Întoarcerea la Howards End    | Helen Schlegel          |     |
| Miranda Richardson     | The Crying Game               | Jude                    |     |
| 1993 Ediția 47         |                               |                         |     |
| Miriam Margolyes       | The Age of Innocence          | Mrs. Mingott            |     |
| Holly Hunter           | Firma                         | Tammy Hemphill ‡        |     |
| Winona Ryder           | The Age of Innocence          | May Welland ‡           |     |
| Maggie Smith           | The Secret Garden             | Mrs. Medlock            |     |
| 1994 Ediția 48         |                               |                         |     |
| Kristin Scott Thomas   | Patru nunți și o înmormântare | Fiona                   |     |
| Charlotte Coleman      | Patru nunți și o înmormântare | Scarlet                 |     |
| Sally Field            | Forrest Gump                  | Mrs. Gump               |     |
| Anjelica Huston        | Misterul crimei din Manhattan | Marcia Fox              |     |
| 1995 Ediția 49         |                               |                         |     |
| Kate Winslet           | Rațiune și simțire            | Marianne Dashwood ‡     |     |
| Joan Allen             | Nixon                         | Pat Nixon ‡             |     |
| Mira Sorvino           | Mighty Aphrodite              | Linda Ash †             |     |
| Elizabeth Spriggs      | Rațiune și simțire            | Mrs. Jennings           |     |
| 1996 Ediția 50         |                               |                         |     |
| Juliette Binoche       | Pacientul englez              | Hana †                  |     |
| Lauren Bacall          | The Mirror Has Two Faces      | Hannah Morgan ‡         |     |
| Marianne Jean-Baptiste | Secrets & Lies                | Hortense Cumberbatch ‡  |     |
| Lynn Redgrave          | Strălucire                    | Gillian                 |     |
| 1997 Ediția 51         |                               |                         |     |
| Sigourney Weaver       | The Ice Storm                 | Janey Carver            |     |
| Jennifer Ehle          | Wilde                         | Constance Lloyd Wilde   |     |
| Lesley Sharp           | Gol pușcă                     | Jeanette                |     |
| Zoe Wanamaker          | Wilde                         | Ada Leverson            |     |
| 1998 Ediția 52         |                               |                         |     |
| Judi Dench             | Shakespeare îndrăgostit       | Elisabeta I a Angliei † |     |
| Kathy Bates            | Primary Colors                | Libby Holden ‡          |     |
| Brenda Blethyn         | Little Voice                  | Mari Hoff ‡             |     |
| Lynn Redgrave          | Gods and Monsters             | Hanna ‡                 |     |
| 1999 Ediția 53         |                               |                         |     |
| Maggie Smith           | Tea with Mussolini            | Hester Random           |     |
| Thora Birch            | American Beauty               | Jane Burnham            |     |
| Cate Blanchett         | Talentatul domn Ripley        | Meredith Logue          |     |
| Cameron Diaz           | În pielea lui John Malkovich  | Lotte Schwartz          |     |
| Mena Suvari            | American Beauty               | Angela Hayes            |     |

### Anii 2000
| An                   | Actriță                           | Film                    | Rol |
| -------------------- | --------------------------------- | ----------------------- | --- |
| 2000 Ediția 54       |                                   |                         |     |
| Julie Walters        | Billy Elliot                      | Georgia Wilkinson ‡     |     |
| Judi Dench           | Chocolat                          | Armande Voizin ‡        |     |
| Frances McDormand    | Aproape celebri                   | Elaine Miller ‡         |     |
| Lena Olin            | Chocolat                          | Josephine Muscat        |     |
| Zhang Ziyi           | Tigru și dragon                   | Jen Yu                  |     |
| 2001 Ediția 55       |                                   |                         |     |
| Jennifer Connelly    | O minte sclipitoare               | Alicia Nash †           |     |
| Judi Dench           | The Shipping News                 | Agnis Hamm              |     |
| Helen Mirren         | Gosford Park                      | Jane Wilson ‡           |     |
| Maggie Smith         | Gosford Park                      | Constance Trentham ‡    |     |
| Kate Winslet         | Iris                              | Tânăra Iris Murdoch ‡   |     |
| 2002 Ediția 56       |                                   |                         |     |
| Catherine Zeta-Jones | Chicago                           | Velma Kelly †           |     |
| Toni Collette        | Totul despre băieți               | Fiona Brewer            |     |
| Julianne Moore       | Orele                             | Laura Brown ‡           |     |
| Queen Latifah        | Chicago                           | Matron Mama Morton ‡    |     |
| Meryl Streep         | Adaptation.                       | Susan Orlean ‡          |     |
| 2003 Ediția 57       |                                   |                         |     |
| Renée Zellweger      | Cold Mountain                     | Ruby Thewes †           |     |
| Holly Hunter         | Thirteen                          | Melanie Freeland ‡      |     |
| Laura Linney         | Misterele fluviului               | Annabel Markum          |     |
| Judy Parfitt         | Girl with a Pearl Earring         | Maria Thins             |     |
| Emma Thompson        | Pur și simplu dragoste            | Karen                   |     |
| 2004 Ediția 58       |                                   |                         |     |
| Cate Blanchett       | Aviatorul                         | Katharine Hepburn †     |     |
| Julie Christie       | În căutarea Tărâmului de Nicăieri | Emma du Maurier         |     |
| Heather Craney       | Vera Drake                        | Joyce                   |     |
| Natalie Portman      | Closer                            | Alice Ayres ‡           |     |
| Meryl Streep         | Candidatul manciurian             | Eleanor Shaw            |     |
| 2005 Ediția 59       |                                   |                         |     |
| Thandie Newton       | Povești din L.A.                  | Christine Thayer        |     |
| Brenda Blethyn       | Mândrie și prejudecată            | Mrs. Bennet             |     |
| Catherine Keener     | Capote                            | Nelle Harper Lee ‡      |     |
| Frances McDormand    | North Country                     | Glory Dodge ‡           |     |
| Michelle Williams    | Brokeback Mountain                | Alma Beers Del Mar ‡    |     |
| 2006 Ediția 60       |                                   |                         |     |
| Jennifer Hudson      | Dreamgirls                        | Effie White †           |     |
| Emily Blunt          | Diavolul se îmbracă de la Prada   | Emily Charlton          |     |
| Abigail Breslin      | Little Miss Sunshine              | Olive Hoover ‡          |     |
| Toni Collette        | Little Miss Sunshine              | Sheryl Hoover           |     |
| Frances de la Tour   | The History Boys                  | Dorothy Lintott         |     |
| 2007 Ediția 61       |                                   |                         |     |
| Tilda Swinton        | Michael Clayton                   | Karen Crowder †         |     |
| Cate Blanchett       | I'm Not There                     | Jude Quinn ‡            |     |
| Kelly MacDonald      | Nu există țară pentru bătrâni     | Carla Jean Moss         |     |
| Samantha Morton      | Control                           | Deborah Woodruff Curtis |     |
| Saoirse Ronan        | Ispășire                          | Briony Tallis ‡         |     |
| 2008 Ediția 62       |                                   |                         |     |
| Penélope Cruz        | Vicky Cristina Barcelona          | María Elena †           |     |
| Amy Adams            | Îndoiala                          | Sister James ‡          |     |
| Freida Pinto         | Vagabondul milionar               | Latika                  |     |
| Tilda Swinton        | Citește și arde                   | Katie Cox               |     |
| Marisa Tomei         | Luptătorul                        | Cassidy/Pam ‡           |     |
| 2009 Ediția 63       |                                   |                         |     |
| Mo'Nique             | Precious                          | Mary Lee Johnston †     |     |
| Anne-Marie Duff      | Nowhere Boy                       | Julia Lennon            |     |
| Vera Farmiga         | Sus, în aer                       | Alex Goran ‡            |     |
| Anna Kendrick        | Sus, în aer                       | Natalie Keener ‡        |     |
| Kristin Scott Thomas | Nowhere Boy                       | Mimi Smith              |     |

### Anii 2010
| An                   | Actriță                                         | Film                     | Rol |
| -------------------- | ----------------------------------------------- | ------------------------ | --- |
| 2010 Ediția 64       |                                                 |                          |     |
| Helena Bonham Carter | Discursul regelui                               | Regina Mamă Elisabeta ‡  |     |
| Amy Adams            | Luptătorul                                      | Charlene Fleming ‡       |     |
| Barbara Hershey      | Lebăda neagră                                   | Erica Sayers             |     |
| Lesley Manville      | Another Year                                    | Mary                     |     |
| Miranda Richardson   | Made in Dagenham                                | Barbara Castle           |     |
| 2011 Ediția 65       |                                                 |                          |     |
| Octavia Spencer      | The Help                                        | Minny Jackson †          |     |
| Jessica Chastain     | The Help                                        | Celia Foote ‡            |     |
| Judi Dench           | My Week with Marilyn                            | Sybil Thorndike          |     |
| Melissa McCarthy     | Bridesmaids                                     | Megan ‡                  |     |
| Carey Mulligan       | Drive                                           | Irene                    |     |
| 2012 Ediția 66       |                                                 |                          |     |
| Anne Hathaway        | Les Misérables                                  | Fantine †                |     |
| Amy Adams            | The Master                                      | Peggy Dodd ‡             |     |
| Judi Dench           | 007: Coordonata Skyfall                         | M                        |     |
| Sally Field          | Lincoln                                         | Mary Todd Lincoln ‡      |     |
| Helen Hunt           | The Sessions                                    | Cheryl Cohen-Greene ‡    |     |
| 2013 Ediția 67       |                                                 |                          |     |
| Jennifer Lawrence    | Țeapă în stil american                          | Rosalyn Rosenfeld ‡      |     |
| Sally Hawkins        | Blue Jasmine                                    | Ginger ‡                 |     |
| Lupita Nyong'o       | 12 ani de sclavie                               | Patsey †                 |     |
| Julia Roberts        | August: Osage County                            | Barbara Weston-Fordham ‡ |     |
| Oprah Winfrey        | Majordomul                                      | Gloria Gaines            |     |
| 2014 Ediția 68       |                                                 |                          |     |
| Patricia Arquette    | 12 ani de copilărie                             | Olivia Evans †           |     |
| Keira Knightley      | The Imitation Game. Jocul codurilor             | Joan Clarke ‡            |     |
| Rene Russo           | Prădător de noapte                              | Nina Romina              |     |
| Imelda Staunton      | Pride                                           | Hefina Headon            |     |
| Emma Stone           | Omul Pasăre sau Virtutea nesperată a ignoranței | Sam Thomson ‡            |     |
| 2015 Ediția 69       |                                                 |                          |     |
| Kate Winslet         | Steve Jobs                                      | Joanna Hoffman ‡         |     |
| Jennifer Jason Leigh | Cei 8 odioși                                    | Daisy Domergue ‡         |     |
| Rooney Mara          | Carol                                           | Therese Belivet ‡        |     |
| Alicia Vikander      | Ex Machina                                      | Ava                      |     |
| Julie Walters        | Brooklyn                                        | Madge Kehoe              |     |
| 2016 Ediția 70       |                                                 |                          |     |
| Viola Davis          | Fences                                          | Rose Maxson †            |     |
| Naomie Harris        | În lumina lunii                                 | Paula Harris ‡           |     |
| Nicole Kidman        | Lion                                            | Sue Brierley ‡           |     |
| Hayley Squires       | I, Daniel Blake                                 | Katie Morgan             |     |
| Michelle Williams    | Manchester by the Sea                           | Randi Chandler ‡         |     |
| 2017 Ediția 71       |                                                 |                          |     |
| Allison Janney       | I, Tonya                                        | LaVona Golden †          |     |
| Lesley Manville      | Firul fantomă                                   | Cyril Woodcock ‡         |     |
| Laurie Metcalf       | Lady Bird                                       | Marion McPherson ‡       |     |
| Kristin Scott Thomas | Darkest Hour. Ziua decisivă                     | Clementine Churchill     |     |
| Octavia Spencer      | Forma apei                                      | Zelda Fuller ‡           |     |
| 2018 Ediția 72       |                                                 |                          |     |
| Rachel Weisz         | Favorita (film)                                 | Sarah Churchill ‡        |     |
| Amy Adams            | Vicele                                          | Lynne Cheney ‡           |     |
| Claire Foy           | First Man                                       | Janet Shearon Armstrong  |     |
| Margot Robbie        | Mary Queen of Scots                             | Regina Elizabeta I       |     |
| Emma Stone           | The Favourite                                   | Abigail Masham ‡         |     |
| 2019 Ediția 73       |                                                 |                          |     |
| Laura Dern           | Marriage Story                                  | Nora Fanshaw ‡           |     |
| Scarlett Johansson   | Jojo Rabbit                                     | Rosie Betzler ‡          |     |
| Florence Pugh        | Little Women                                    | Amy March ‡              |     |
| Margot Robbie        | Bombshell                                       | Kayla Pospisil ‡         |     |
| Margot Robbie        | A fost odată la... Hollywood                    | Sharon Tate              |     |

### Anii 2020
| An                   | Actriță                        | Film                    | Rol |
| -------------------- | ------------------------------ | ----------------------- | --- |
| 2020 Ediția 74       |                                |                         |     |
| Youn Yuh-jung        | Minari                         | Soon-ja                 |     |
| Kosar Ali            | Rocks                          | Sumaya                  |     |
| Maria Bakalova       | Borat Subsequent Moviefilm     | Tutar Sagdiyev          |     |
| Dominique Fishback   | Iuda și Mesia negru            | Deborah Johnson         |     |
| Ashley Madekwe       | County Lines                   | Toni                    |     |
| Niamh Algar          | Calm with Horses               | Ursula                  |     |
| 2021 Ediția 75       |                                |                         |     |
| Ariana DeBose        | Poveste din cartierul de vest  | Anita                   |     |
| Caitríona Balfe      | Belfast                        | Ma                      |     |
| Jessie Buckley       | The Lost Daughter              | young Leda Caruso       |     |
| Ann Dowd             | Mass                           | Linda                   |     |
| Aunjanue Ellis       | Regele Richard                 | Oracene Price           |     |
| Ruth Negga           | Passing                        | Clare Bellew            |     |
| 2022 Ediția 76       |                                |                         |     |
| Kerry Condon         | Spiritele din Inisherin        | Siobhán Súilleabháin    |     |
| Angela Bassett       | Black Panther: Wakanda Forever | Ramonda                 |     |
| Hong Chau            | The Whale                      | Liz                     |     |
| Jamie Lee Curtis     | Orice, oriunde, oricând        | Deirdre Beaubeirdre     |     |
| Dolly de Leon        | Triunghiul tristeții           | Abigail                 |     |
| Carey Mulligan       | She Said                       | Megan Twohey            |     |
| 2023 Ediția 77       |                                |                         |     |
| Da'Vine Joy Randolph | The Holdovers                  | Mary Lamb               |     |
| Emily Blunt          | Oppenheimer                    | Katherine Oppenheimer   |     |
| Danielle Brooks      | The Color Purple               | Sofia                   |     |
| Claire Foy           | All of Us Strangers            | Mum                     |     |
| Sandra Huller        | Zona de interes                | Hedwig Höss             |     |
| Rosamund Pike        | Saltburn                       | Lady Elspeth Catton     |     |
| 2024 Ediția 78       |                                |                         |     |
| Zoe Saldaña          | Emilia Pérez                   | Rita Mora Castro        |     |
| Jamie Lee Curtis     | The Last Showgirl              | Annette                 |     |
| Selena Gomez         | Emilia Pérez                   | Jessi Del Monte         |     |
| Ariana Grande        | Vrăjitoarele                   | Galinda "Glinda" Upland |     |
| Felicity Jones       | Brutalistul                    | Erzsébet Tóth           |     |
| Isabella Rossellini  | Conclav                        | Sister Agnes            |     |